# Begoniafamilie
De begoniafamilie (Begoniaceae) is een familie van tweezaadlobbige planten.
De familie bestaat uit weinig geslachten (twee tot vijf), maar heeft in de orde van grootte van duizend soorten. Kortom, de familie bestaat in essentie uit het grote geslacht begonia (Begonia), dat dan, afhankelijk van de taxonomische opvattingen, al dan niet gesplitst wordt.
In het Cronquist systeem (1981) is de plaatsing van de familie in een orde Violales.